# Louise-Éléonore de Wreech
Louise-Éléonore de Wreech, née von Schöning (née en 1708 à Tamsel près de Kostrzyn nad Odrą et morte en 1784 à Berlin), est une personnalité de la noblesse prussienne. Elle est la petite-fille du maréchal de Saxe Hans Adam von Schöning et l’héritière du château de Tamsel. 

## Biographie
Elle est la fille de Johann Ludwig von Schöning (1675-1713) et la comtesse Juliane Charlotte von Dönhoff, fille de Friedrich von Dönhoff.
Lorsque le futur roi de Prusse Frédéric II, prince héritier à l’époque, fut interné à Küstrin, il séjourna assez fréquemment à Tamsel entre août 1731 et février 1732. La dame du château était admirée de son temps non seulement pour sa beauté, mais aussi pour son esprit et sa culture. Elle et Frédéric correspondirent entre eux en français ; elle répondait aux lettres d’amour du prince avec calme et éducation mais de façon négative, puisqu’elle et son mari avaient déjà cinq enfants .
Ce n’est qu’en 1758, après la bataille de Zorndorf, que Frédéric revint dans le château, qui venait d’être pillé par les Russes. Il s’excusa dans une lettre et il paya les dommages. Par la suite elle essaya d’obtenir plus d’argent, pour les paysans de la région eux aussi.
En 1737, le peintre de la cour de Prusse Antoine Pesne fit d’elle un portrait qui se trouve aujourd’hui à l’Eremitage du vieux château de Bayreuth.
Le 25 mai 1723, elle avait épousé le futur lieutenant général Adam Friedrich von Wreech (de) (1689-1746). Le couple eut sept enfants.